# Jay Obernolte
Jay Phillip Obernolte (nacido el 18 de agosto de 1970) un político y empresario estadounidense que se desempeña como representante de los Estados Unidos por el 23.º distrito de California desde 2021, cuando estaba numerado como el 8.º distrito. Republicano, fue anteriormente miembro de la Asamblea Estatal de California representando el 33.º distrito. Antes de servir en la Asamblea, Obernolte fue miembro del consejo municipal y alcalde de Big Bear Lake, California. Es el propietario, presidente y director técnico de FarSight Studios, una empresa estadounidense desarrolladora de videojuegos.

## Primeros años y educación
Obernolte nació en Chicago, Illinois, y se crio en Fresno, California. Se graduó como el mejor estudiante de su clase en Edison/Computech High School en 1988. En 1992, obtuvo su licenciatura en ciencias en ingeniería y ciencias aplicadas del Instituto de Tecnología de California (Caltech), y en 1997, recibió su maestría en inteligencia artificial de la Universidad de California, Los Ángeles (UCLA). En 2020, se le otorgó un doctorado en administración pública de la Universidad Bautista de California, con una disertación titulada "Manejo del Conflicto Presupuestario entre las Ramas Ejecutiva y Legislativa del Gobierno".

## Posiciones políticas
El 6 de enero de 2021, Obernolte votó en contra de contar los votos electorales de Arizona y Pensilvania en las elecciones presidenciales de Estados Unidos de 2020, citando cambios unilaterales en la ley electoral realizados en esos estados por el poder judicial o el poder ejecutivo en lugar de la legislatura estatal. También votó en contra de la destitución de Trump por incitar a sus seguidores a atacar el Capitolio el 6 de enero. Obernolte votó en contra de la creación de la comisión del 6 de enero.
Las primeras leyes de Obernolte que fueron aprobadas en la Cámara estuvieron relacionadas con el fomento del avance tecnológico. Su Fellowship and Traineeship for Early Career AI Researchers Act y Next Generation Computing Research and Development Act fueron incluidas en la H.R. 2225, la Ley de la Fundación Nacional de Ciencias (NSF) para el Futuro, y en la H.R. 3593, la Ley de Ciencias del Departamento de Energía para el Futuro, respectivamente. Su primera legislación independiente, H.R. 3533, fue aprobada por la Cámara en septiembre de 2021. Esta ley establece series ocupacionales para puestos federales en desarrollo de software, ingeniería de software, ciencia de datos y gestión de datos.
En febrero de 2021, Obernolte votó en contra de la resolución que despojó a Marjorie Taylor Greene de sus asignaciones en los comités por sus declaraciones incendiarias y violentas. En noviembre de 2021, votó en contra de censurar al representante Paul Gosar, quien publicó un video editado de sí mismo atacando violentamente a la representante Alexandria Ocasio-Cortez y al presidente Biden.
En febrero de 2021, Obernolte votó en contra de la Ley de Igualdad, un proyecto de ley que prohibiría la discriminación por identidad de género y orientación sexual al enmendar la Ley de Derechos Civiles de 1964 y la Ley de Vivienda Justa para incluir nuevas protecciones.
En marzo de 2021, votó en contra de la Ley del Plan de Rescate Estadounidense.
En junio de 2021, Obernolte votó a favor de derogar la Resolución de Autorización para el Uso de la Fuerza Militar contra Irak de 2002.
Hasta octubre de 2021, Obernolte había votado en línea con la posición declarada de Joe Biden el 20% de las veces.
Junto con Ted Lieu, Obernolte comenzó a presidir un grupo de trabajo bipartidista sobre inteligencia artificial en 2024. El grupo de trabajo se estableció para "explorar cómo el Congreso puede garantizar que Estados Unidos continúe liderando el mundo en innovación en IA mientras considera salvaguardias que pueden ser apropiadas para proteger a la nación contra amenazas actuales y emergentes".